# Aria taurica
Aria taurica (syn. Sorbus taurica) — вид квіткових рослин родини трояндових (Rosaceae).

## Біоморфологічна характеристика
Кущ 4–5 метрів. Листки з великими численними зубцями (не більше 15 з кожного боку), в нижній 1/3 чи 1/2 цілокраї, шкірясті, еліптичні, 5–7 см завдовжки, знизу біло-повстяні, як квітконіжки, і чашолистки. Пелюстки 7–9 мм завдовжки. Плоди яскраво-жовті.

## Поширення
Зростає у Криму, Україна, та в Краснодарському краю, однак згідно з МСОП, присутність виду за межами Криму є непевним.
В Україні росте у лісах, на кам'янистих схилах — у гірському Криму, звичайний.